# Опушен кварц
Опушеният кварц (раухтопаз) е полускъпоценен камък. Подобно на останалите видове кварц, по състав опушеният кварц е чист силициев диоксид. Получава името си от наличието на различни цветови нюанси на обикновения дим – от сив до тъмнокафяв, но най-често се характеризира с кафеникав цвят. Цветът му се дължи на присъствието на алуминий в кристалната му решетка. Може да варира от слабо сив до тъмно червеникавокафяв. Смолисточерната му разновидност се нарича морион. При определен режим на нагряване опушеният кварц и морионът променят цвета си към по-светъл вариант и придобиват златист оттенък. Така по вид се доближават до цитрина, друга разновидност на кварца. Опушеният кварц е един от минералите, които могат да образува големи кристали. Някои от находките достигат до един или повече тона.
Намира широко приложение в ювелирната практика. Най-добрите образци се разрязват, полират и оформят за влагане в различни накити като обеци, пръстени, медальони и други. От по-едрите се изработват купи, чаши и други съдове.
В древността опушеният кварц е бил обект на различни поверия. Вярвало се е, че човек, който носи окачен на шията си талисман от този вид кварц, не страда от меланхолия и ще бъде излекуван от епилепсия. Съществува вярването, че опушеният кварц е камък-пазител. Подобно на планинския кристал, той е използван от гадателите за поглед във времето и пространството.

## Разпространение
Опушеният кварц се среща основно в кухини на скали, образувани при вулканична дейност дълбоко под повърхността на Земята. Най-богатите залежи се срещат в Шри Ланка, Бразилия, САЩ, Швейцаря, Шотландия, Италия, Мадагаскар, Южна Африка. Грамадни кристали от опушен кварц са намирани в Бразилия (до 40 т.) и Русия (до 10 т.), но най-големият екземпляр е открит в Казахстан. Размерите му са 7,5 х 16 м, а масата – 70 т.